# 카지미에시 파지지오르
카지미에시 실베스테르 파지지오르(폴란드어: Kazimierz Sylwester Paździor, 1935년 3월 4일~2010년 6월 10일)는 폴란드의 권투 선수, 지도자로 1960년 하계 올림픽 라이트급 부문에서 금메달을 획득했다.

## 생애
1935년 라돔에서 노동자인 유제프 파지지오르와 아니엘라의 아들로 태어났다. 아버지인 유제프는 제2차 세계 대전 당시 부헨발트 강제 수용소에 수용되었다가 사망했다. 이후 야간 기술 학교를 졸업한 후 16세에 브론 라돔에 입단하면서 권투를 시작했으며 헨리크 코지오우의 지도를 받았다. 1956년에는 OWKS 루블린팀과 레기아 바르샤바 소속으로 활동했으나 1958년에 브론 라돔 소속으로 복귀했다.
1957년에 폴란드 국가대표로 발탁되었고 같은 해 5월 체코슬로바키아 프라하에서 열린 1957년 유럽 선수권 대회에 참가하여 국제 대회에 처음으로 출전했다. 그는 라이트급에 출전하여 소련의 아나톨리 라겟코와 유고슬라비아의 슬로보단 비티치를 3-0으로 꺾었으며 준결승에 진출했다. 준결승에서는 스코틀랜드의 존 키드를 4-1로 꺾었으며 결승에서 핀란드의 올리 매키를 3-0으로 누르고 우승을 차지했다.
1959년 5월에는 스위스 루체른에서 열린 1959년 유럽 선수권 대회에 참가했다. 첫 상대인 이탈리아의 프란체스코 무소를 5-0으로 꺾었으나 다음 상대이자 지난 1957년 대회 결승 상대인의 매키에게 1-4로 패하면서 탈락했다. 이듬해인 1960년 8월 이탈리아 로마에서 열린 1960년 하계 올림픽에 폴란드 국가대표로 참가했다. 그는 첫 상대인 이라크의 타하 압둘 카림을 5-0으로 꺾었으며 16강에서 독일의 하리 렘피오를 4-1로 꺾었다. 8강에서는 아랍 연합 공화국의 살라흐 쇼크웨이르를 5-0으로 준결승에서 1956년 하계 올림픽 우승자인 영국의 딕 맥태가트를 3-2으로 꺾으며 결승에 진출했다. 결승에서는 개최국 이탈리아의 산드로 로포폴로를 4-1로 꺾으며 금메달을 획득했다.
올림픽 이후 1년 후 현역에서 은퇴했고 1962년부터 1964년까지 현역 시절 소속팀인 브론 라돔의 코치를 맡았다. 이후 1970년부터 1979년까지 자그웽비에 루빈 복싱팀 감독, 1979년부터 1986년까지 그바르디아 브로츠와프 복싱팀의 감독을 맡았다.
2010년 6월 브로츠와프에서 사망했다.

## 수상

### 수훈
- 장교십자 폴란드 재건국 훈장(2001년 3월 26일)
- 기사십자 폴란드 재건국 훈장